# Phyllactinia
Phyllactinia är ett släkte av svampar. Phyllactinia ingår i familjen Erysiphaceae, ordningen mjöldagg, klassen Leotiomycetes, divisionen sporsäcksvampar och riket svampar.
Arter enligt Catalogue of Life:
- Phyllactinia guttata
- Phyllactinia mali
- Phyllactinia fraxini